# フェルナンダ・ベンツリーニ
フェルナンダ・ポルト・ベンツリーニ（Fernanda Porto Venturini、女性、1970年10月24日 - ）は、ブラジルの元バレーボール選手。現役時代のポジションはセッター。元ブラジル代表。

## 来歴
1987年、ブラジル代表に初選出される。以後、代表チームの司令塔として活躍し、1990年代に台頭したブラジルのコンビバレーを支えた。オリンピックには1988年のソウル五輪から4大会出場した。
1994年、ワールドグランプリで金メダルを獲得し、自身も大会MVP、ベストセッター賞を受賞した。同年に地元で行われた世界選手権、1995年ワールドカップの2大会で銀メダルを獲得した。
1996年、アトランタ五輪で銅メダルを獲得に貢献した。1998年の世界選手権から代表から離れていたが、2003年にギマラエス監督の要望もあり、5年ぶりに代表に復帰した。同年に復帰したフォフォンとともに低迷していたブラジル代表を復活させ、同年11月のワールドカップでは銀メダルを獲得し、2004年のワールドグランプリでは優勝へ導いた。アテネ五輪を最後に代表から引退し、ブラジル・スーパーリーガでプレーしていた。
2012年、現役を引退した。
2022年にバレーボール殿堂入り。

## 球歴
- オリンピック - 1988年、1992年、1996年（3位）、2004年
- 世界選手権 - 1994年（2位）、1998年
- ワールドカップ - 1991年、1995年（2位）、2003年（2位）
- グラチャン - 1997年（3位）

## 受賞歴
- 1993年 ワールドグランプリ'93 ベストセッター賞
- 1994年 ワールドグランプリ'94 MVP、ベストセッター賞
- 2004年 ワールドグランプリ'04 ベストセッター賞

## 所属クラブ
- Recreativa E.C.（1984-1985年）
- Pão de Açúcar E.C.（1986-1987年）
- Sadia E.C.（1987-1991年）
- Minas Tênis Clube（1991-1992年）
- Blue Life/Recra（1992-1993年）
- Nossa Caixa/Recra（1993-1994年）
- Leites Nestlé（1994-1997年）
- Rio de Janeiro Volêi Clube（1997-2000年）
- Vasco da Gama（2000-2001年）
- Osasco Voleibol Clube（2002-2004年）
- Rio de Janeiro Volêi Clube（2004-2006年）
- CAVムルシア2005（2007年）
- Rio de Janeiro Volêi Clube（2011-2012年）